# Шінкбалакада
Шінкбалакада (рос. Шинкбалакада) — село Акушинського району, Дагестану Росії. Входить до складу муніципального утворення Сільрада Дубрімахінська.
Населення — 306 (2010).

## Населення
За даними перепису населення 2002 року в селі мешкало 334 особи. В тому числі 157 (47,01 %) чоловіків та 177 (52,99 %) жінок.
Переважна більшість мешканців — даргинці (100 % від усіх мешканців). У селі переважає північнодаргинська мова.